# Миллетт, Террон
Террон Миллетт (англ. Terron Millett; род. 28 июня 1968, Сент-Луис, Миссури) — американский боксёр-профессионал, выступавший в 1-й полусредней и полусредней весовых категориях. Чемпион мира в 1-й полусредней (версия IBF, 1999—2000) весовой категории.

## 1993—1999
Дебютировал в апреле 1993 года.
В сентябре 1995 года Миллетт проиграл нокаутом в 1-м раунде Шармбе Митчеллу.
В феврале 1999 года Террон Миллетт в 5-м раунде нокаутировал чемпиона мира в 1-м полусреднем весе по версии IBF Винса Филлипса.
В июле 1999 года он победил по очкам Вирдждила Макклендона.
Вскоре Миллетт получил травму, и из-за долгого простоя IBF лишила его своего титула.

## 5 августа2000Заб Джуда —Террон Миллетт
- Место проведения:  Мохеган Сан Касино, Юнкасвилл, Коннектикут, США
- Результат: Победа Джуды техническим нокаутом в 4-м раунде в 12-раундовом бою
- Статус: Чемпионский бой за титул IBF в 1-м полусреднем весе (2-я защита Джуды)
- Рефери: Майк Ортега
- Время: 2:47
- Вес: Джуда 62,60 кг; Миллетт 63,30 кг
- Трансляция: Showtime

В августе 2000 года Террон Миллет вышел на ринг против обладателя пояса IBF в 1-м полусреднем весе Заба Джуды. В середине 1-го раунда Джуда пошёл в атаку. Миллетт провёл встречный левый хук в челюсть противника. Джуда упал, но сразу же встал. Несмотря на нокдаун, Джуда продолжил активные действия в 1-м раунде. В конце 2-го раунда Джуда провёл левый хук в голову противника. Миллетт упал, но сразу же поднялся. Джуда бросился его добивать. Миллетт смог продержаться до гонга. В середине 4-го раунда Джуда провёл спуртовую атаку в голову. Миллетт приняв на себя значительное количество ударов, попытался уйти от атаки. Джуда вдогонку выбросил левый хук в челюсть. Миллетт головой вперёд спикировал на канвас. Он сразу же поднялся. Джуда попытался добить противника. Миллетт начал клинчевать. В конце 4-го раунда Джуда выбросил левый хук в голову, который прошёл мимо, и сразу же добавил акцентированный хук справа в голову. Миллет попытался провести ответный удар, но промахнулся. Джуда добавил хук слева в челюсть. Миллетт упал на канвас. Он сразу же поднялся, но был в неадекватном состоянии. Рефери досчитал до конца, а затем взглянув на него, остановил бой. Миллетт выразил недоумение отстановкой боя, но спорить не стал.

## 2001—2003
В январе 2002 года Миллетт проиграл нокаутом в 4-м раунде Артуро Гатти.
В июне 2003 года Террон Миллетт провёл свой последний бой.